# Gyeongju
Gyeongju (phát âm tiếng Hàn:"kjəːŋdʑu", Hán Việt: Khánh Châu) là một thành phố ven biển nằm ở góc đông nam của tỉnh Gyeongsang Bắc tại Hàn Quốc. Đây là thành phố lớn thứ nhì về diện tích sau Andong, với 1.324 km2 (511 dặm vuông Anh) và dân số theo điều tra năm 2008 là 269.343 người. Gyeongju nằm cách 370 km (230 mi) về phía đông nam của Seoul, và 55 km (34 mi) về phía đông của tỉnh lị Daegu. Thành phố giáp với Cheongdo và Yeongcheon ở phía tây, Ulsan ở phía nam và Pohang ở phía bắc, còn phía đông giáp biển Nhật Bản. Một số ngọn núi thấp thuộc dãy Taebaek nằm rải rác quanh thành phố.
Gyeongju là kinh đô của vương quốc cổ Tân La (57 TCN – 935 SCN), vương quốc này từng kiểm soát hầu hết bán đảo Triều Tiên trong giai đoạn từ thế kỷ 7 đến 9. Một lượng lớn các điểm khảo cổ và di sản văn hóa từ thời kỳ này vẫn còn hiện diện tại thành phố. Gyeongju thường được đề cập đến với biệt danh "bảo tàng không có những bức tường". Trong số các di tích lịch sử đó, Seokguram (Thạch Quật am), Bulguksa (Phật Quốc tự), khu di tích lịch sử Gyeongju và làng dân gian Yangdong được công nhận là Di sản thế giới bởi UNESCO. Việc có nhiều di tích lịch sử đã giúp Gyeongju trở thành một trong số các địa điểm du lịch quen thuộc nhất tại Hàn Quốc.
Thành phố Gyeongju hợp nhất và huyện Gyeongju lân cận vào năm 1995 và nay là một nơi phức hợp thành thị-nông thôn. Thành phố gồm 53 khu đô thị cỡ nhỏ và vừa khác nhau với dân số dưới 300.000 người. Cùng với các di sản lịch sử phong phú của mình, Gyeongju ngày nay bị ảnh hưởng bởi các xu hướng kinh tế, nhân khẩu và xã hội đã định hình nền văn hóa Hàn Quốc hiện đại. Du lịch vẫn duy trì là ngành kinh tế chính, những các ngành chế tạo cũng được phát triển do vị trí gần gũi của thành phố với các trung tâm công nghiệp chính như Ulsan và Pohang. Gyeongju được kết nối với mạng lưới đường bộ và đường sắt quốc gia, tạo điều kiện thuận lợi cho phát triển công nghiệp và du lịch.

## Lịch sử

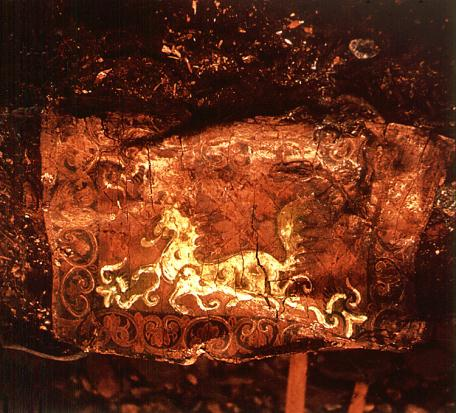
Cheonmado ("Thiên mã đồ"), bức họa Tân La duy nhất còn lại được tạo nên từ thế kỷ thứ 6. Bức tranh được khai quật từ Cheonmachong (Thiên Mã trủng).

Lịch sử ban đầu của Gyeongju có quan hệ chặt chẽ với vương quốc Tân La, trong đó nó giữ vai trò là kinh đô. Gyeongju lần đầu tiên được ghi vào sử sách với cái tên "Saro-guk", vào thời Tam Hàn đầu Công nguyên. các sử sách tiếng Triều Tiên, chủ yếu dựa trên biên niên sử của triều đại Tân La, ghi rằng Saro-guk được thành lập vào năm 57 TCN, khi 6 ngôi làng tại Gyeongju ngày nay thống nhất dưới quyền chỉ đạo của Hách Cư Thế. Khi vương quốc mở rộng, nó được đổi tên thành Tân La. Vào thời Tân La, thành phố được gọi là "Seorabeol" (nghĩa là kinh đô, phiên theo âm Hán là "Từ La Phạt"), "Gyerim" (Kê Lâm) hay "Geumseong" (Kim Thành).
Sau khi Tân La thống nhất bán đảo đến sông Đại Đồng năm 668 SCN, Gyeongju trở thành trung tâm của đời sống chính trị và văn hóa Tân La Thống nhất. Triều đình Tân La cùng phần lớn tầng lớp thượng lưu tại vương quốc đều tập trung tại thành phố. Sự thịnh vượng của thành phố đã trở thành thần thoại, và được lan truyền đến cả Ba Tư cùng cuốn sách từ thế kỷ thứ 9, Sách về các Lộ đạo và Vương quốc. Theo ghi chép của Tam quốc di sự thì dân cư thành phố vào đỉnh điểm lên tới 178.936 hộ, và gợi đến con số một triệu cư dân. Nhiều di tích nổi tiếng nhất tại Gyeongju dưới thời Tân La Thống nhất đã biến mất vào cuối thế kỷ 9 với việc bắt đầu triều Cao Ly (918–1392).
Năm 940, người sáng lập triều Cao Ly, vua Thái Tổ, đã chuyển tên thành phố thành "Gyeongju", (Khánh Châu, tức "vùng đất chúc mừng"). Năm 987, Cao Ly đã thông qua một hệ thống với ba kinh đô phụ có ý nghĩa quan trọng tại các đạo ngoài Gaegyeong (Kaesong ngày nay), Gyeongju được gọi là "Donggyeong" ("Đông Kinh"). Tuy nhiên, danh hiệu này đã bị tước năm 1012, tức năm Hiển Tông thứ 3 do sự kình địch chính trị đương thời, Gyeongju về sau trở thành đô phủ của đạo Yeongnam. Gyeongju lúc đó về mặt hành chính là một khu vực rộng, bao gồm phần lớn vùng đông-trung Yeongnam, mặc dù diện tích đã giảm xuống đáng kể vào thế kỷ 13. Dưới thời Triều Tiên (1392–1910), Gyeongju không còn là một trung tâm quan trọng của vương quốc, nhưng vẫn duy trì vị thế là một trung tâm vùng. Năm 1601, thành phố cũng không còn là đô phủ.

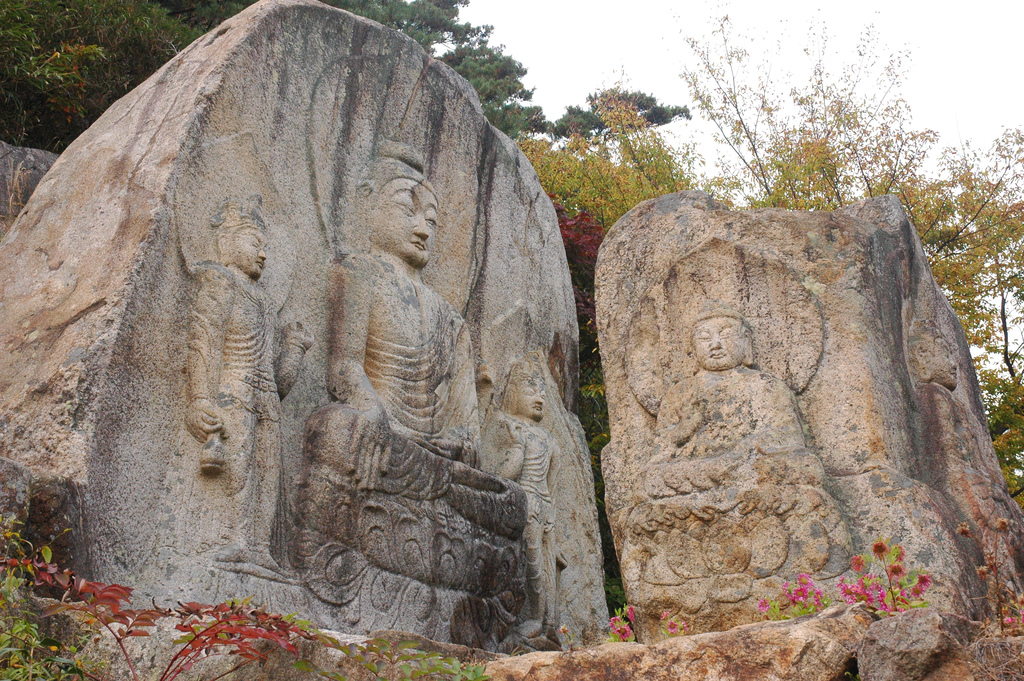
Chilbulam (Thất Phật am) tại Namsan, Gyeongju.

Trong nhiều thế kỷ, các di tích của thành phố từng trải qua nhiều vụ xâm hại đến từ các cuộc tấn công. Vào thế kỷ 13, các lực lượng Mông Cổ đã phá hủy một ngôi bảo tháp 9 tầng tại Hwangnyongsa. Khi Nhật Bản xâm chiếm Triều Tiên (Nhâm Thần Oa loạn), khu vực Gyeongju đã trở thành một chiến trường nóng bỏng, và các lực lượng Nhật Bản đã đốt cháy các kết cấu bằng gỗ tại Bulguksa (Phật Quốc tự).. Tuy nhiên không phải tất cả hư hại đều xuất phát từ các vụ xâm lược, trong thời kỳ đầu của nhà Triều Tiên, một triều đại lấy Nho giáo (Tống Minh lý học) làm nền tảng, một số người cực đoan đã gây ra các thiệt hại cho những tác phẩm điêu khắc Phật giáo tại Namsan, họ đã đẽo tay và đầu của tượng.
Vào thế kỷ 20, thành phố vẫn tương đối nhỏ, không được xếp vào các thành phố chính của Triều Tiên. Vào đầu thế kỷ 20, nhiều cuộc khai quật khảo cổ học đã được thực hiện, chủ yếu là bên trong các ngôi mộ vẫn còn nguyên vẹn qua hàng thế kỷ. Một bảo tàng, tiền thân của Bảo tàng Quốc gia Gyeongju ngày nay đã khánh thành vào năm 1915 để trưng batf các hiện vật được khai quật.
Gyeongju nổi lên với vai trò một đầu mối đường sắt trong những năm cuối của thời Triều Tiên thuộc Nhật, tuyến đường sắt Donghae Nambu và tuyến đường sắt Jungang được hình thành để phục vụ cho chiến tranh Trung-Nhật và để khai thác nguồn tài nguyên phong phú ở phía đông bán đảo Triều Tiên. Sau khi được giải phóng vào năm 1945, Triều Tiên rơi vào tình trạng hỗn loank, và Gyeongju cũng không ngoại lệ. Có một số lượng lớn người hồi hương từ hải ngoại; một ngôi làng dành cho họ đã được xây gần Dongcheon-dong ngày nay. Trong một thời kỳ được đánh dầu bằng những vụ xung đột và bất ổn lan rộng, khu vực Gyeongju đặc biệt trở nên khét tiếng với hoạt động du kích ở vùng đồi núi.
Chiến tranh Triều Tiên nổ ra vào năm 1950, tuy nhiên hầu hết Gyeongju đã tránh được ảnh hưởng từ các trận chiến, và vẫn nằm dưới quyền kiểm soát của miền nam trong suốt cuộc chiến. Tuy nhiên, trong một thời gian ngắn vào cuối năm 1950, nhiều phần của thành phố nằm trên tiền tuyến, khi các lực lượng miền Bắc cố gắng đẩy lùi vành đai Pusan về phía nam đến Pohang.
Trong thập niên 1970, Hàn Quốc đã có sự phát triển công nghiệp đáng kể, hầu hết trong số đó tập trung tại vùng Yeongnam, là vùng bao gồm cả Gyeongju. Nhà máy thép POSCO tại Pohang lân cận bắt đầu hoạt động vào năm 1973, và các tổ hợp chế tạo hóa chất tại Ulsan đã xuất hiện trong cùng năm. Những việc này đã trợ giúp cho lĩnh vực chế tạo của Gyeongju.

## Địa lý

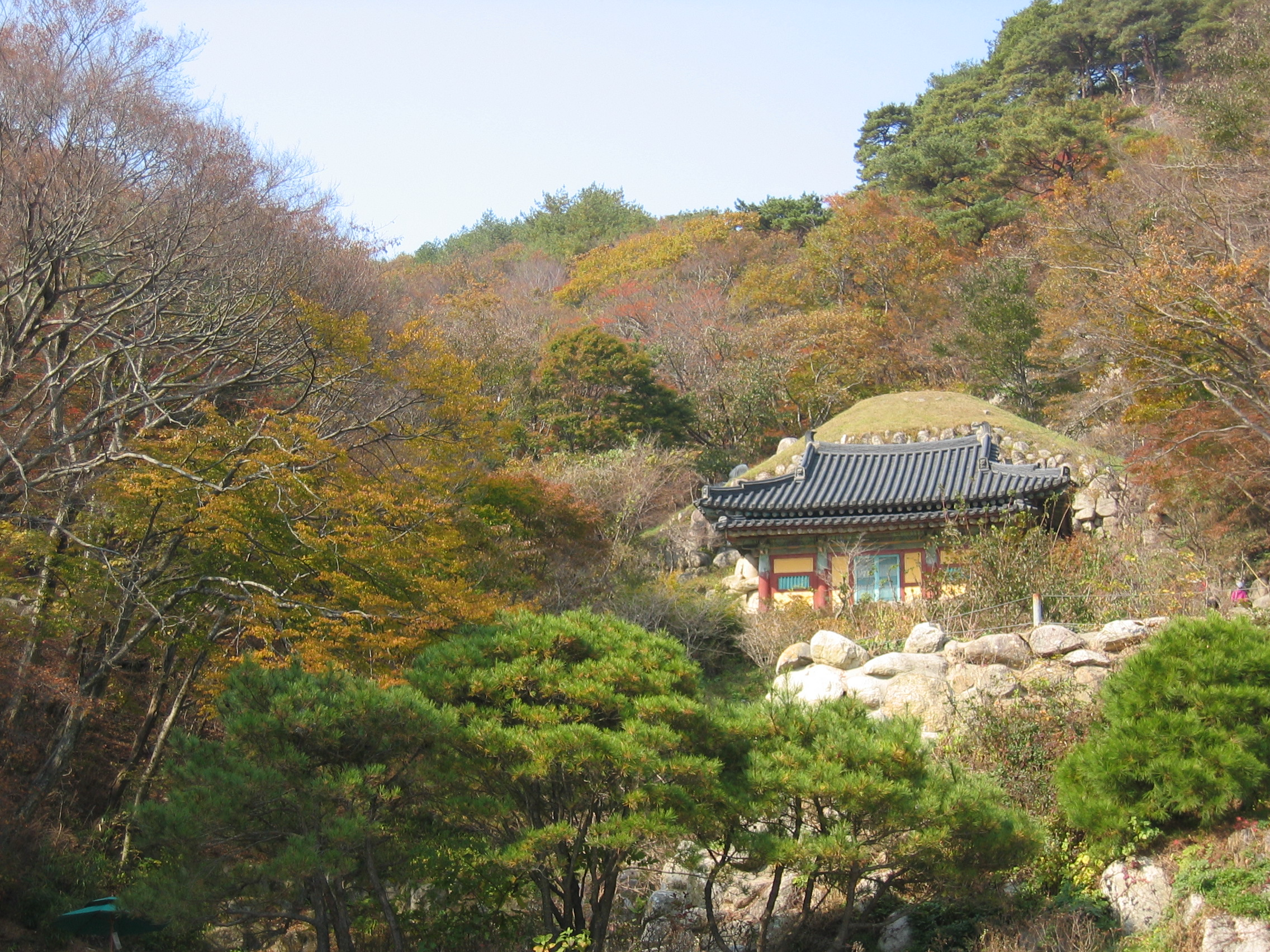
Seokguram (Thạch Quật am) trên dốc núi Toham

Gyeongju nằm ở góc đông nam của tỉnh Gyeongsang Nắc, và tiếp giáp với thành phố trực thuộc trung ương Ulsan ở phía nam. Trong địa bàn tỉnh, thành phố giáp với Pohang ở phía bắc, Cheongdo ở tây nam, và Yeongcheon ở tây bắc. Gyeongju nằm cách 50 kilômét (31 mi) về phía bắc của Busan. Phía đông thành phố là biển Nhật Bản.
Hầu hết Gyeongju nằm trên bồn địa Gyeongsang, nhưng có một số vùng của thành phố thuộc về bồn địa Pohang như Eoil-ri và Beomgok-ri tại Yangbuk-myeon, và một phần của Cheonbuk-myeon. Khu vực bồn địa Gyeongsang gồm có tầng đá xâm nhập của đá trầm tích Bulguksa, chủ yếu là đá hoa cương và đá porphyry. Ngược lại, bồn địa Pohang được tạo thành từ những địa tầng trong thời kỳ phân đại Đệ tam của Đại Tân sinh, bao gồm đá mácma, đá trầm tích, porphyry, sa thạch và đá tro núi lửa.
Các ngọn đồi thấp xuất hiện ở khắp Gyeongju. Cao nhất trong số chúng là dãy núi Taebaek, chạy dọc ranh giới phía tây của thành phố. Đỉnh cao nhất Gyeongju là núi Munbok (文福山) với 1.014 mét (3.327 ft) trên mực nước biển. Đỉnh này nằm tại Sannae-myeon, trên ranh giới với Cheongdo. Ở phía đông dãy Taebaek có núi Danseok thuộc dãy Jusa. Các đỉnh phía đông, bao gồm núi Toham, thuộc dãy núi Haean và dãy núi Dongdae.

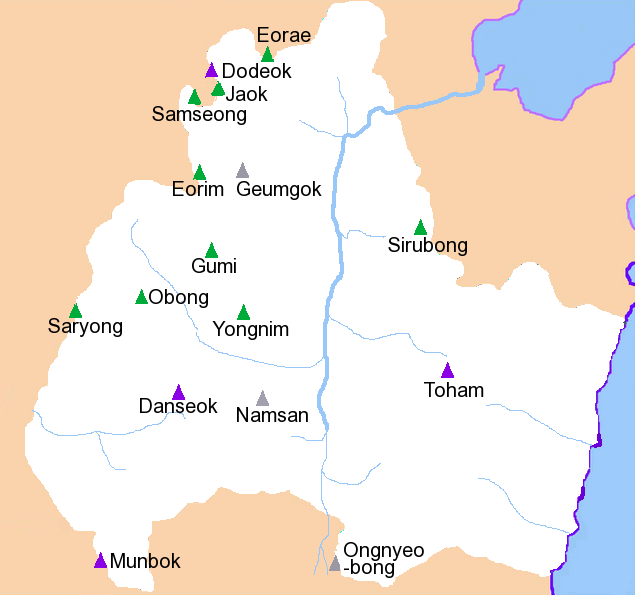
Các núi chính và mô hình tiêu nước của Gyeongju. Các núi 500 to 700 m có màu lục, cao hơn 700 m có màu tím. Ba núi còn lại có màu xám và cao dưới 500 m.

Hệ thống tiêu nước của Gyeongju được hình thành với sự ảnh hưởng của các ngọn núi. Dãy núi Dongdae chia một khu vực cân núi hẹp về phía đông của nó, và các hệ thống sông nội địa ở phía tây. Hầu hết vùng nội địa của thành phố thoát nước ra con sông nhỏ mang tên Hyeongsan, sông này chảy lên phía bắc từ Ulsan và đổ ra biển ở cảng Pohang. Các chi lưu chính của Hyeongsan bao gồm Bukcheon và Namcheon, hợp lưu tại bồn địa Gyeongju.
Góc tây nam của Gyeongju, ở bên kia dãy Taebaek, thuộc hệ thống sông Geumho, và sau đó hợp lưu vào sông Nakdong. Một khu vực nhỏ ở phía nam, phía tây dãy Dongdae, thuộc lưu vực sông Taehwa, đổ ra vịnh Ulsan.
Bờ biển của Gyeongju trải dài 36,1 kilômét (22,4 mi) giữa Pohang ở phía bắc và Ulsan ở phía nam. Thành phố không có hòn đảo hay vịnh lớn nào, chỉ có các vùng lõm nhỏ bởi các dòng suối nhỏ đổ ra từ sống núi Dongdae. Do vậy, thành phố không có các cảng quan trọng, mặc dù có đến 12 cảng nhỏ. Một trong số các cảng ở góc đông nam Gyeongju là căn cứ Ulsan của Cảnh sát biển Quốc gia. Căn cứ này chịu trách nhiệm bảo đảm an ninh trên một vùng rộng thuộc bờ biển đông-trung Hàn Quốc.

### Khí hậu
Do nằm ở ven biển, Gyeongju có khí hậu ôn hòa và ẩm ướt hơn một chút so với các vùng nội địa của Hàn Quốc. Tuy nhiên, về tổng thể, thành phố vẫn mang nét khí hậu chung của đất nước. Thành phố có một mùa hè nóng và mùa đông mát, gió mùa kéo dài từ tháng 6 đến đầu tháng 8. Cũng như những nơi khác ở bờ biển phía đông bán đảo Triều Tiên, các cơ bão mùa thu thường không xuất hiện. Lượng mưa trung bình là 1.091 milimét (43,0 in), và nhiệt độ trung bình là 12,2 °C (54,0 °F).
Trung tâm lịch sử của thành phố Gyeongju nằm bên bờ sông Hyeongsan tại bồn địa Gyeongju. Vùng đất thấp này thường bị ảnh hưởng bởi các trận lụt định kỳ theo sử sách, thường là do ảnh hưởng của bão. Theo Biên niên sử, tính trung bình 27,9 năm có một trận lụt lớn, bắt đầu từ thế kỷ 1. Các kỹ thuật cơ giới hóa hiện đại đã khiến các trận lụt giám bớt vào cuối thế kỷ 20. Trận lụt lớn gần đây nhất xuất hiện vào năm 1991, khi hồ chứa Deokdong bị tràn đập do ảnh hưởng của bão Gladys.

## Hành chính
Thành phố được chia thành 23 đơn vị hành chính: 4 eup, 8 myeon, và 11 dong.. dong hay khu phố (phường) là những đơn vị tại khu vực trung tâm thành phố, tức khu vực Gyeongju-eup trước đây. Eup là các làng lớn, trong khi myeon có tính nông thôn cao hơn.
Các ranh giới hành chính của thành phố thay đổi nhiều lần trong thế kỷ 20. Từ 1895 đến 1955, khu vực được gọi với tên Gyeongju-gun ("huyện Gyeongju"). Trong những năm đầu thế kỷ 20, trung tâm thành phố hiện nay được gọi là Gyeongju-myeon, nghĩa là một khu vực tương đối nông thôn. Năm 1931, the khu vực đô thị được gọi là Gyeongju-eup, một sự công nhận về tính đô thị cao hơn. Năm 1955, Gyeongju-eup trở thành Gyeongju-si ("thành phố Gyeongju"), tên tương đương với ngày nay nhưng với diện tích nhỏ hơn nhiều. Phần còn lại của Gyeongju-gun trở thành "huyện Wolseong." Huyện và thành phố đơ]cj tái thống nhất vào năm 1995, tạo ra thành phố Gyeongju như ngày nay.
| Bản đồ | #              | Đơn vị | Dân số (2007) | Số hộ | Diện tích km² | #               | Đơn vị | Dân số | Số hộ | Diện tích km² |
| ------ | -------------- | ------ | ------------- | ----- | ------------- | --------------- | ------ | ------ | ----- | ------------- |
|        |                |        |               |       |               |                 |        |        |       |               |
| 1      | Sannae-myeon   | 3.561  | 1.779         | 142,6 | 13            | Seondo-dong     | 13.813 | 2.831  | 28,0  |               |
| 2      | Seo-myeon      | 4.773  | 1.779         | 52,1  | 14            | Seonggeon-dong  | 18.378 | 7.562  | 6,4   |               |
| 3      | Hyeongok-myeon | 16.829 | 5.726         | 55,7  | 15            | Hwangseong-dong | 29.660 | 9.415  | 3,8   |               |
| 4      | Angang-eup     | 33.802 | 12.641        | 138,6 | 16            | Yonggang-dong   | 15.959 | 5.244  | 5,1   |               |
| 5      | Gangdong-myeon | 8.834  | 3.659         | 81,4  | 17            | Bodeok-dong     | 2,296  | 977    | 81.0  |               |
| 6      | Cheonbuk-myeon | 6.185  | 2.328         | 58,2  | 18            | Bulguk-dong     | 9.001  | 3.722  | 37,4  |               |
| 7      | Yangbuk-myeon  | 4.535  | 2.026         | 120,1 | 19            | Hwangnam-dong*  | 8.885  | 3.875  | 20,5  |               |
| 8      | Gampo-eup      | 7.099  | 3.084         | 44,9  | 20            | Jungbu-dong     | 7.003  | 3.022  | 0,9   |               |
| 9      | Yangnam-myeon  | 7.131  | 2.941         | 85,1  | 21            | Hwango-dong*    | 10.225 | 4.283  | 1,5   |               |
| 10     | Oedong-eup     | 19.006 | 6.965         | 109,8 | 22            | Dongcheon-dong  | 26.721 | 9.228  | 5,3   |               |
| 11     | Naenam-myeon   | 6.142  | 2.526         | 122,1 | 23            | Wolseong-dong   | 6.522  | 4.842  | 31,4  |               |
| 12     | Geoncheon-eup  | 11.217 | 4.533         | 92,4  |               |                 |        |        |       |               |

| \| Eup \| Myeon \| Dong \| | *Con số dựa trên số liệu đăng ký cư trú của chính quyền địa phương. |      |
| Eup                        | Myeon                                                               | Dong |

## Nhân khẩu
Khi vương quốc Tân La lên đến đỉnh của sự hưng thịnh, Gyeongju được ước tính có tới một triệu cư dân, gấp bốn lần dân số thành phố năm 2008.
Trong những năm gần đây, Gyeongju chịu ảnh hướng về xu hướng nhân khẩu gống như phần còn lại của đất nước. Như cả nước, Gyeongju có tuổi dân cư trung bình tăng và số thành viên trong một gia đình giảm. Số thành viên trung bình của một hộ nay chỉ là 2,8 người. Bởi tỷ lệ này vẫn tiếp tục giám trong những năm gần đây nên thành phố có nhiều hộ gia đình vào năm 2008 (105.009) hơn là vào năm 2003, trong khi tổng dân số giảm.
Giống như hầu hết các thành phố nhỏ tại Hàn Quốc, Gyeongju gặp phải sự suy giảm dân cư đều đặn trong những năm gần đây. Từ 2002 đến 2008, dân cư thành phố giảm 16.557 người. Việc này chủ yếu là do những người lao động đã di cư để tìm kiếm việc làm tại các thành phố lớn của Hàn Quốc. Năm 2007, số người chuyển đi khỏi thành phố lớn hơn 1.975 người so với số người chuyển đến. Cũng trong thời gian này, số trẻ sinh ra lớn hơn số ca tử vong là 450 mỗi năm, một con số có ý nghĩa song không bù đắp nổi số người di cư.
Gyeongju có một số lượng nhỏ cư dân không phải người Hàn song đang phát triển. Năm 2007, có 4.671 người ngoại quốc sống tại Gyeongju. Con số này tương ứng với 1,73% tổng dân số, gấp đôi số liệu năm 2003. Sự tăng trưởng của nhóm này phần lớn là do những người nhập cư đến từ ccs nước châu Á khác, nhiều người trong số họ làm việc trong các ngành công nghiệp phụ tùng ô tô. Các quốc gia có số người nhập cư tăng lên gồm Philippines, Trung Quốc, Đài Loan, Indonesia, và Việt Nam. Số cư dân đến từ Nhật Bản, Hoa Kỳ và Canada đã suy giảm đáng kể trong thời kỳ 2003–2007.

### Phương ngữ
Thành phố có một phương ngữ đặc trưng tương đồng với phần phía bắc của Ulsan. Phương ngữ này tương tự như phương ngữ Gyeongsang thông thường nhưng giữ lại các nét đặc trưng của mình. Một số nhà ngôn ngữ học đã coi những nét đặc biệt trong phương ngữ Gyeongju là vết tích của ngôn ngữ Tân La. Ví dụ, sự tương phản giữa phương ngữ địa phương "소내기" (sonaegi) và chuẩn "소나기" (sonagi, nghĩa là "mưa rào"), được nhìn nhận là phản ánh đặc tính âm vị học cổ của ngôn ngữ Tân La.

## Thành phố kết nghĩa
- Tây An, Trung Quốc (1994)[74]
- Versailles, Pháp[75]
- Pompeii, Ý[76]
- Nara, Nara, Nhật Bản (1970)[74]
- Obama, Fukui, Nhật Bản[77] (1977)
- Iksan, Hàn Quốc (1998)
- Inglewood, California Hoa Kỳ (1990)[74]
- Huế, Việt Nam.[74]